# DC Special Series
DC Special Series fue una serie de revistas de historietas publicada por DC Comics entre 1977 y 1981. en la que cada número tenía una temática. Cada número presentaba un personaje o temática diferente y no tenía un formato regular. DC Special Series se publicó en cuatro formatos: Dollar Comics, números de 48 páginas, ediciones más pequeñas, y ediciones "gigantes" (treasury editions). En sus portadas cada ejemplar carecía del título de la serie y su numeración; el título  "DC Special Series"  aparecía en la primera página en los créditos con los datos de la publicación. La mayoría de los números contenían material nuevo, pero en ocho números se publicó reimpresiones de material ya publicado.

## Historia de la publicación
DC Special Series fue precedida por el título temático DC Special, que dejó de publicarse ocho meses antes. El primer título incluía "The Dead on Arrival Conspiracy", una historia que relataba un enfrentamiento entre Batman y Kobra (escrita por Martin Pasko con arte de Michael Netzer y Joe Rubinstein) que originalmente estaba planeada para Kobra número 8 antes de la cancelación del título. Este primer número también incluía la historia "How to Prevent a Flash", donde se presentaba a Patty Spivot, personaje que luego se utilizaría en la serie de TV iniciada en 2014.
DC Special Series comenzó como un título de publicación bimestral en 1977 hasta 1978, cuando pasó a ser trimestral. La serie fue puesta en pausa en el otoño de 1978, pero revivida en el verano de 1979. Dos historias originalmente pensadas para ser publicadas en DC Special Series terminaron siendo publicadas en otros títulos debido a la Implosión DC..
Los tres números finales tuvieron un tamaño mayor al habitual. El número 25 fue un número especial dedicado a la película Superman II. El número 26 presentaba la historia "Secrets of Superman's Fortress" por Roy Thomas, Ross Andru y Romeo Tanghal. El último número fue un cruce en conjunto entre las editoriales DC Comics y Marvel Comics juntando en la misma historia a Batman y Hulk.

## La serie
| Número | Formato      | Contenido                                        | Fecha                 | Notas |
| ------ | ------------ | ------------------------------------------------ | --------------------- | --- |
| 1      | Dollar Comic | 5 Star Super-Hero Spectacular                    | Sep. 1977             | "How to Prevent a Flash" (Flash); "He Who Slaughters" (Linterna Verde) "A King Without a Sea" (Aquaman); "The Telephone Tangle" (Atom) "The Dead on Arrival Conspiracy" (Batman). |
| 2      | 48 páginas   | The Original Swamp Thing Saga                    | Sep. 1977             | Reedición de Swamp Thing 1 y 2 por Len Wein y Bernie Wrightson. |
| 3      | 48 páginas   | Sgt. Rock Special                                | Oct. 1977             | "Easy Is Missing" (Sargento Rock) |
| 4      | 48 páginas   | The Unexpected Special                           | Oct. 1977             | "The Corpse That Went to Camp"; "His Killer's Keeper"; "Dead Men Don't Talk... Often"; "Grim Joke of the Laughing Skull"; "Death Whistles a Silent Song"; "The Fiend Factor" |
| 5      | Dollar Comic | Superman Spectacular                             | Nov. 1977             | "The Second Coming of Superman" |
| 6      | 48 páginas   | Secret Society of Super-Villains Special         | Nov. 1977             | "Death Times Five" |
| 7      | 48 páginas   | Ghosts Special                                   | Dic. 1977             | "Beware the Beggars' Feast"; "Madness of the Moon"; "The Dark Wings of Death"; "The Night the Totem's Spirit Talked"; "Voice from the Grave"; "Night of the Vengeful Corpse" |
| 8      | 48 páginas   | The Brave and the Bold Special                   | Feb. 1978             | "Hell Is for Heroes" (Batman, Deadman y Sgto. Rock). |
| 9      | Dollar Comic | Wonder Woman Spectacular                         | Feb. 1978             | "The Cosmic Quest for the Disc of Mars" |
| 10     | 48 páginas   | Secret Origins of Super-Heroes Special           | Feb. 1978             | "This Immortal Destiny" (Doctor Destino); "This Light A-Borning" (Lightray); "The Canary Is a Bird of Prey" (Canario Negro) |
| 11     | Dollar Comic | The Flash Spectacular                            | Feb. 1978             | "Beyond the Super-Speed Barrier" |
| 12     | 48 páginas   | Secrets of Haunted House Special                 | Primavera 1978        | "The Castaways"; "The Killer"; "Deadly Weapon"; "Uncle Dan's Demon"; "Ghost Writers" |
| 13     | Dollar Comic | Sgt. Rock Spectacular                            | Primavera 1978        | "The Oven of War" (Sargento Rock); "The Soft Job"; "The Fourth Death" |
| 14     | 48 páginas   | The Original Swamp Thing Saga                    | Verano 1978           | reedita historias de Swamp Thing 3 y 4 por Len Wein y Bernie Wrightson. |
| 15     | Dollar Comic | Batman Spectacular                               | Verano 1978           | "Hang the Batman"; "I Now Pronounce You Batman and Wife!" "Death Strikes at Midnight and Three" |
| 16     | Dollar Comic | Jonah Hex Spectacular                            | Otoño 1978            | "The Last Bounty Hunter!";; Historia sin título de Bat Lash; "Rights of Passage" (Scalphunter) |
| 17     | Dollar Comic | The Original Swamp Thing Saga                    | Verano 1979           | reedita Swamp Thing 5 y 7 por Len Wein y Bernie Wrightson. |
| 18     | Digest       | Sgt. Rock's Prize Battle Tales                   | Otoño 1979            | reedita historias de Our Army at War 63, 69, 76, 79, 102, 124; Weird War Tales 10; Our Fighting Forces 40; Star Spangled War Stories 150, 171[ |
| 19     | Digest       | Secret Origins of Super-Heroes                   | Otoño 1979            | "The Secret Origin of Wonder Woman" (historia nueva); Reediciones de los orígenes de Superman/Batman (World's Finest Comics 94); Elongated Man (The Flash 112); Aquaman (Adventure Comics 260); Legion of Super-Heroes (Superboy 172); Hawkman (Brave and the Bold 43); Robin (Batman 213); Supergirl (Action Comics 252). |
| 20     | Dollar Comic | The Original Swamp Thing Saga                    | Enero–febrero de 1980 | reedita Swamp Thing 8, 9 y 10 por Len Wein y Bernie Wrightson. |
| 21     | Dollar Comic | Super-Star Holiday Special                       | Primavera 1980        | "The Fawn and the Star" (Jonah Hex); "Wanted:Santa Claus -- Dead or Alive" (Batman); historia sin título (Phantom Stranger); "The Longest Night" (Sgto. Rock); "Star Light, Star Bright... Farthest Star I See Tonight" (Legión de Super-Héroes)                                                                           |
| 22     | Dollar Comic | G.I. Combat Special                              | Sept. 1980            | "Kill Today -- or Be Killed Tomorrow" (Haunted Tank); "Monster of the Wehrmacht"; "Live -- or Die -- by the Cross"; "3 Spies... 1 Grave"; "The Fortune-Cookie Fighters"; "Detour to Death" (Haunted Tank) |
| 23     | Digest       | World's Finest Comics Digest                     | Feb. 1981             | reedita historias de World's Finest Comics 97, 137, 142, 178, 180. |
| 24     | Digest       | The Flash and His Friends                        | Feb. 1981             | reedita historias de The Flash 138, 143, 170 |
| 25     | Treasury     | Superman II                                      | Verano 1981           | fotos y notas sobre la película. |
| 26     | Treasury     | Superman and His Incredible Fortress of Solitude | Verano 1981           | "Fortress of Fear" |
| 27     | Treasury     | Batman vs. the Incredible Hulk                   | Otoño 1981            | "The Monster and the Madman". |

## Recopilación del material original
- The Greatest Flash Stories Ever Told incluye "How to Prevent a Flash" de DC Special Series 1, 288 páginas, febrero de 1991, ISBN 978-0930289812
- Kobra: Resurrection incluye "The Dead on Arrival Conspiracy" de DC Special Series 1, 144 páginas, febrero de 2010, ISBN 978-1401226558
- Secret Society of Super Villains Vol. 2 incluye DC Special Series 6, 328 páginas, mayo de 2012, ISBN 978-1401231101
- Deadman Book Four incluye DC Special Series 8, 168 p., enero de 2014, ISBN 978-1401243241
- The Flash: The Greatest Stories Ever Told incluye "Beyond the Super-Speed Barrier" de DC Special Series 11, 208 páginas, agosto de 2007, ISBN 978-1401213725
- Legends of the Dark Knight - Marshall Rogers incluye "Death Strikes at Midnight and Three" de DC Special Series 15, 496 páginas, noviembre de 2011, ISBN 978-1401232276
- Batman Arkham: Ra’s Al Ghul incluye “I Now Pronounce You Batman and Wife!” de DC Special Series 15, 232 páginas, marzo de 2019, ISBN 978-1401288815
- The Complete Frank Miller Batman incluye "Wanted: Santa Claus -- Dead or Alive!" de DC Special Series 21, 312 páginas, diciembre de 1989, Longmeadow Press, ISBN 978-0681409699
- Superman: The Secrets of the Fortress of Solitude incluye DC Special Series 26, 200 páginas, mayo de 2012, ISBN 978-1401234232
- The Marvel/DC Collection: Crossover Classics Volumen 1 incluye DC Special Series 27, 320 páginas, junio de 1997, ISBN 978-0871358585